# X战警：进化
《X戰警：進化》（英語：X-Men: Evolution）是根據漫威漫畫出版的超級英雄系列X戰警改編的美國動畫電視連續劇。該劇從原版漫畫的早期幾期中汲取靈感，將X戰警描繪成青少年而不是成年人，講述他們在面臨各種威脅和強烈反對時努力控制變種人的力量。

## 外部連結
- 互联网电影数据库（IMDb）上《X-Men: Evolution》的资料（英文）